# Gouézec
Gouézec är en kommun i departementet Finistère i regionen Bretagne i västra Frankrike. Kommunen ligger i kantonen Pleyben som tillhör arrondissementet Châteaulin. År 2022 hade Gouézec 1 115 invånare.

## Befolkningsutveckling
Antalet invånare i kommunen Gouézec
Referens:INSEE